# Rabat
Rabat (in arabo الرباط‎?, al-Ribāṭ; in berbero: ⴰⵕⴱⴰⵟ, Aṛbaṭ) è la capitale del Marocco. La città è situata sulla costa atlantica del paese, sulla sponda sinistra del fiume Bou Regreg, di fronte alla città di Salé. La città conta 577 827 abitanti (dato del censimento 2014), mentre l'area urbana, che comprende le città di Salé e Temara, arriva a contare 2 120 192 abitanti, rendendola la seconda area metropolitana più popolata del Marocco (dopo Casablanca).

## Origine e sviluppo

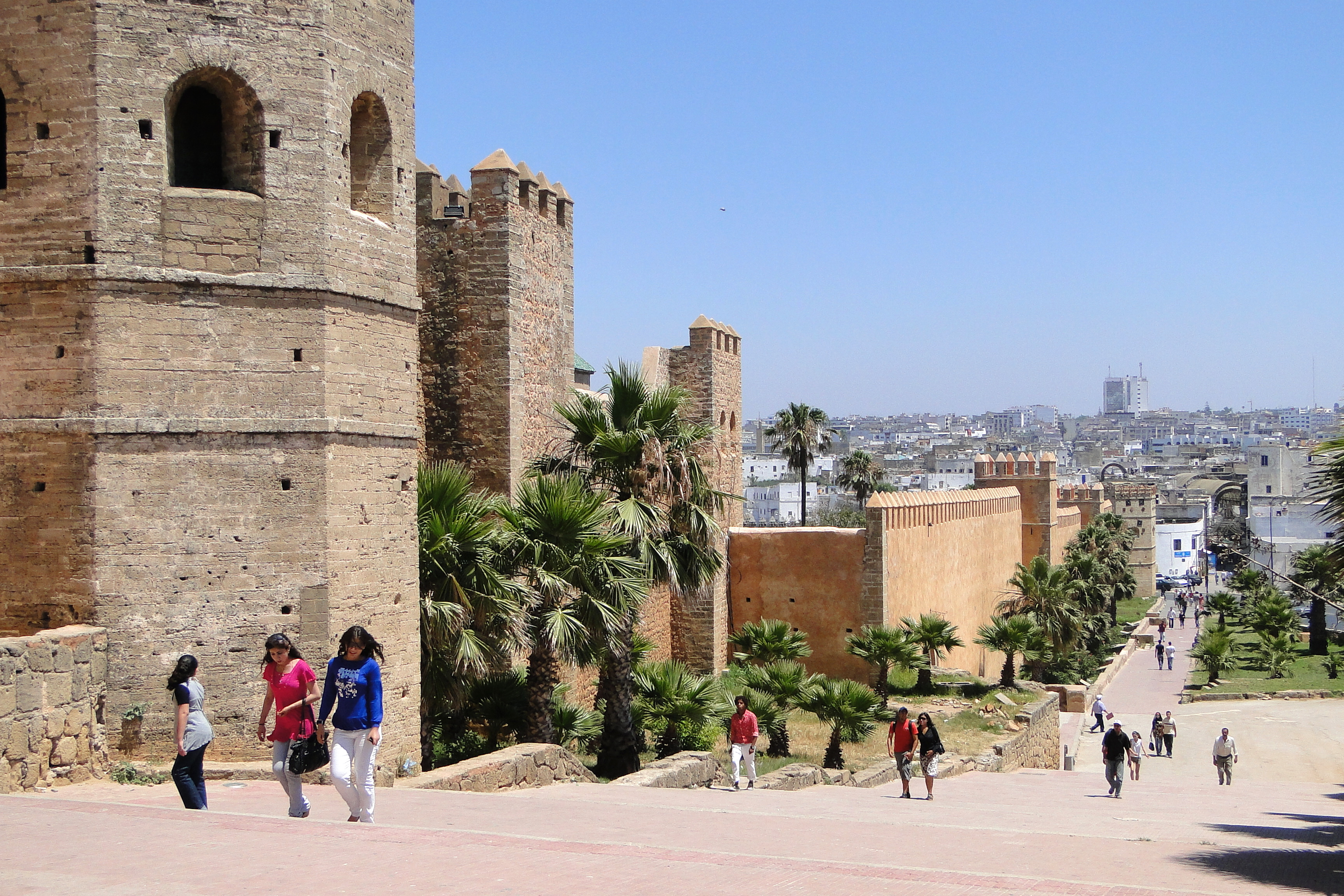
Panorama di Rabat.

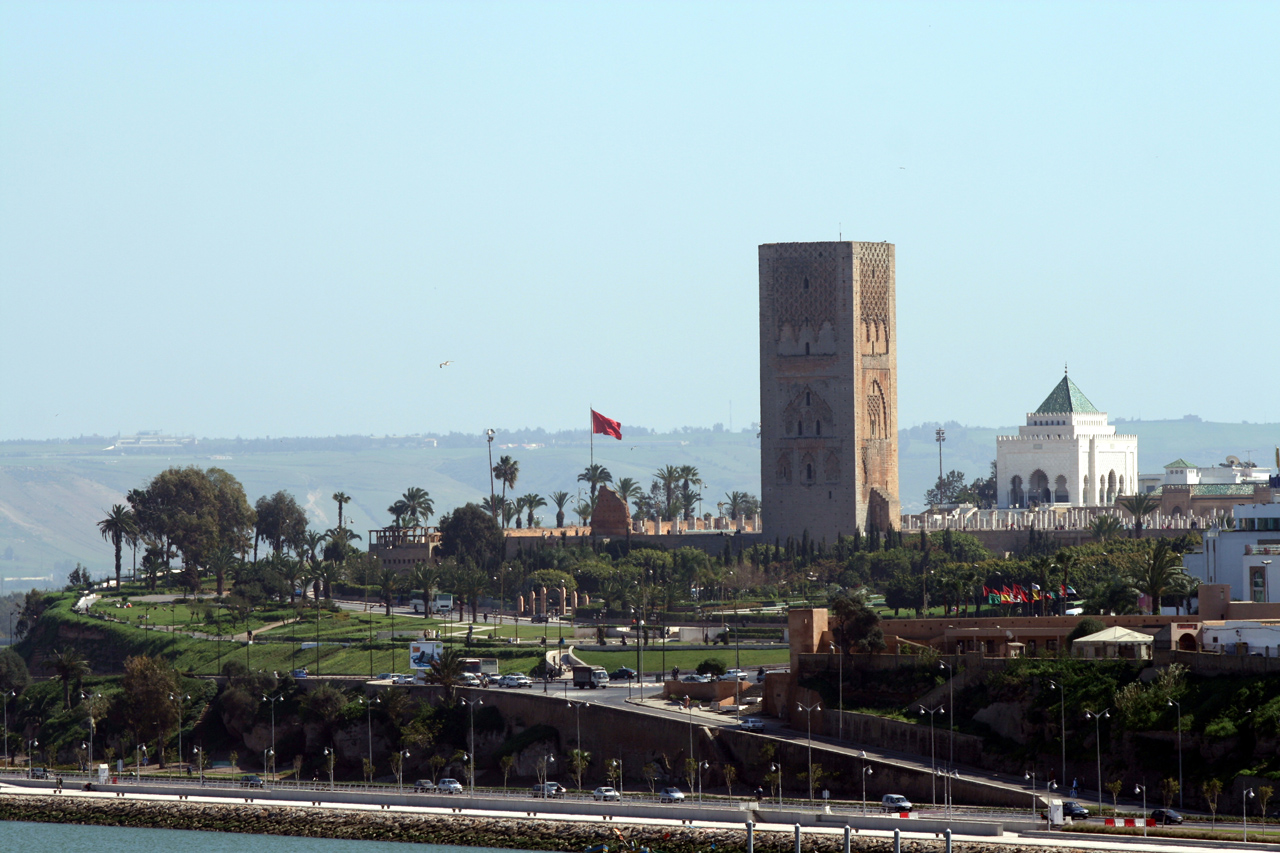
La torre di Hassan e il mausoleo di Mohammed V.

Dopo l'insediamento di alcune popolazioni sul suo territorio, il 1150 può essere considerato l'anno della fondazione della città da parte del califfo almohade ‛Abd al-Mù’min, che fece edificare una cittadella (la futura Kasba degli Oudaïa), una moschea e una residenza. Questo spiega l'origine del nome della città, infatti, con il nome arabo Ribāt al-Fath (ribāt della Vittoria) viene indicata una sorta di monastero-fortezza (ribāṭ), in cui i soldati che si apprestavano a partire in età almoravide ed almohade per la Spagna musulmana (al-Andalus), all'epoca sotto minaccia cristiana, si radunavano per procedere all'imbarco. Il complemento di specificazione "della Vittoria" (al-fath) era semplicemente benaugurante.
Sarà poi compito del nipote di ‛Abd al-Mù'min, Ya'qub al-Mansūr, ingrandire e completare la città con le mura.
Dopo il 1253 inizia un periodo di crisi, in concomitanza con l'assegnazione di capitale dello stato a Fès. Nel 1609, in seguito al decreto di espulsione di Filippo II, migliaia di Moriscos trovarono rifugio nella città, dando così una nuova spinta allo sviluppo della città.
Nel 1912, Lyautey dichiara Rabat capitale del protettorato del Marocco e sede del residente coloniale. Nel 1956, con l'indipendenza del Marocco, la città diventa la capitale ufficiale.

## Storia
La storia urbana di Rabat, del suo sito, dei suoi monumenti è una storia lunga otto secoli, cioè il tempo intercorso fra la creazione del nucleo iniziale (il già citato Ribat d''Abd al-Mu'min) e la realizzazione della residenza coloniale del protettorato francese.
È sul picco della scogliera che si estende sull'Oceano Atlantico che Abd al-Mumin fece costruire un ribat (la fortezza) per ospitare i soldati sulla via della difesa della Spagna islamica. A partire dal ribat, Abd al-Mumin e suo nipote Ya'qub al-Mansūr (signore di un impero che partiva dalla Castiglia per arrivare fino a Tripoli) progettarono una città grandiosa, racchiusa in mura imponenti, dotati di porte monumentali e con una moschea gigantesca, la moschea di Hassan, rimasta incompiuta, ma il cui progetto disegnava uno dei più grandi santuari del mondo musulmano.
Sono molte le testimonianze della grandezza architettonica e artistica di Rabat: le mura, le porte monumentali, i minareti, i resti della moschea di Hassan. È da ricordare anche il mausoleo dedicato a Mohammed V, che grazie alle sue decorazioni rimane un'incredibile prova delle capacità artistiche degli artigiani della città.
Dalla fine del XIII secolo fino all'inizio del XVII secolo, l'importanza di Rabat diminuì notevolmente.
Dal 1610, Rabat ritornò allo sviluppo: numerosi rifugiati musulmani cacciati da al-Andalus si stabilirono nella kasbah nella parte nord-ovest della città. 
Per qualche decina d'anni, Rabat (ai tempi conosciuta come Salé-le-Neuf) fu sede di una piccola repubblica marinara, la Repubblica del Bou Regreg.

## Geografia fisica

### Clima
| Rabat                        | Mesi  | Mesi  | Mesi  | Mesi  | Mesi  | Mesi  | Mesi  | Mesi  | Mesi  | Mesi  | Mesi  | Mesi  | Stagioni | Stagioni | Stagioni | Stagioni | Anno    |
| Rabat                        | Gen   | Feb   | Mar   | Apr   | Mag   | Giu   | Lug   | Ago   | Set   | Ott   | Nov   | Dic   | Inv      | Pri      | Est      | Aut      | Anno    |
| ---------------------------- | ----- | ----- | ----- | ----- | ----- | ----- | ----- | ----- | ----- | ----- | ----- | ----- | -------- | -------- | -------- | -------- | ------- |
| T. max. media (°C)           | 17,2  | 17,7  | 19,2  | 20,0  | 22,1  | 24,7  | 27,1  | 27,5  | 26,4  | 24,0  | 20,6  | 17,7  | 17,5     | 20,4     | 26,4     | 23,7     | 22,0    |
| T. min. media (°C)           | 7,2   | 7,8   | 9,2   | 10,4  | 12,7  | 15,4  | 17,6  | 17,7  | 16,7  | 14,1  | 11,1  | 8,7   | 7,9      | 10,8     | 16,9     | 14,0     | 12,4    |
| Precipitazioni (mm)          | 77,2  | 74,1  | 60,9  | 62,0  | 25,3  | 6,7   | 0,5   | 1,3   | 5,7   | 43,6  | 96,7  | 100,9 | 252,2    | 148,2    | 8,5      | 146,0    | 554,9   |
| Giorni di pioggia            | 9,9   | 9,8   | 9,0   | 8,7   | 5,7   | 2,4   | 0,3   | 0,4   | 2,4   | 6,4   | 10,2  | 10,4  | 30,1     | 23,4     | 3,1      | 19,0     | 75,6    |
| Ore di soleggiamento mensili | 179,8 | 183,6 | 232,5 | 255,0 | 291,4 | 288,0 | 316,2 | 306,9 | 261,0 | 235,6 | 189,0 | 179,8 | 543,2    | 778,9    | 911,1    | 685,6    | 2 918,8 |

## Monumenti e luoghi d'interesse
- La Kasba degli Oudaïa
- La necropoli di Chella
- La torre di Hassan: rovine della moschea voluta da Yaʿqūb al-Manṣūr, distrutta durante il terremoto di Lisbona del 1755
- Il mausoleo di Mohammed V
- Il Dâr-al-Makhzen: palazzo reale

### Porte e mura

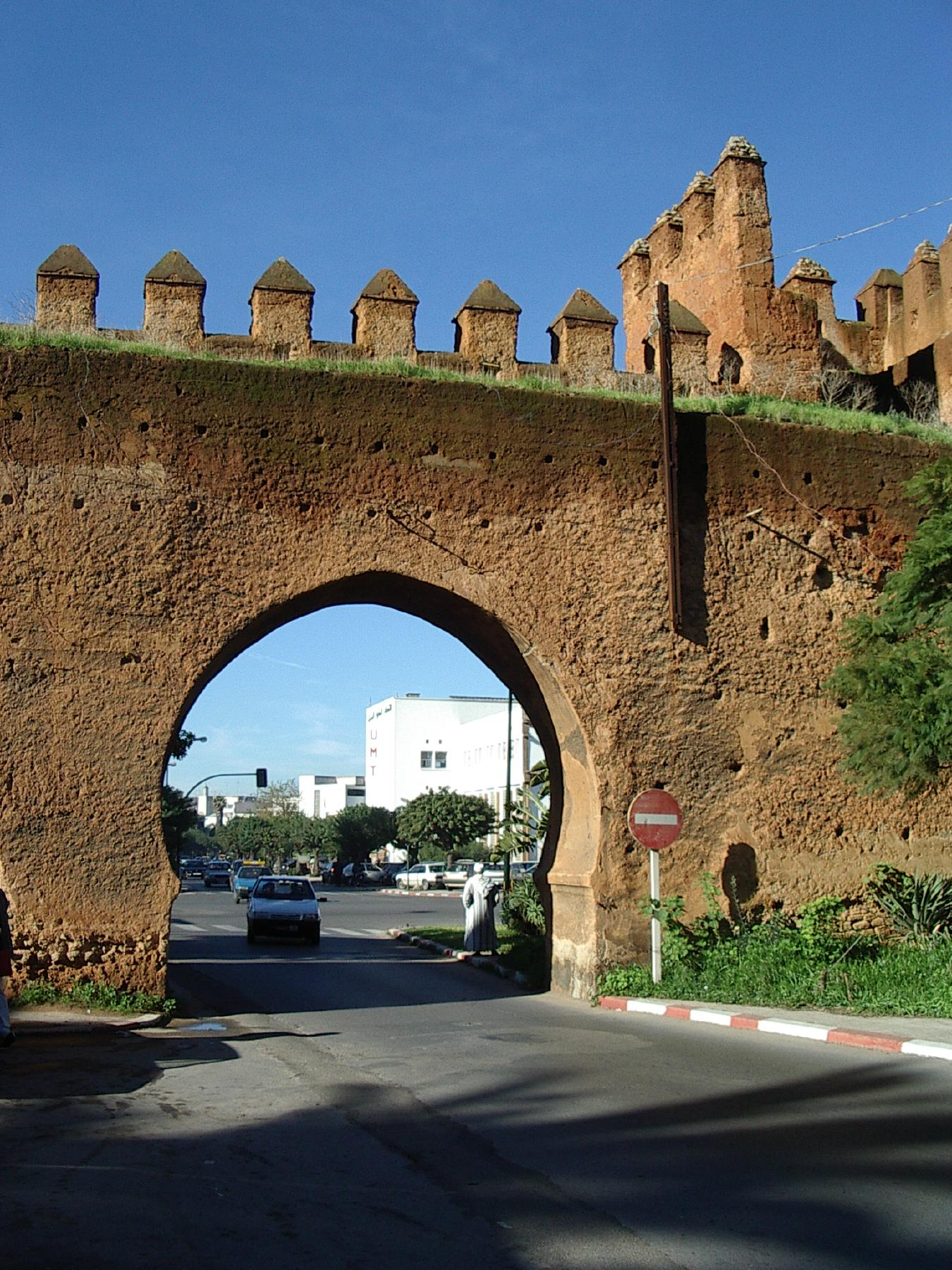
Mura della medina (città vecchia) di Rabat

Alla fine del XII secolo fu costruita dagli Almohadi un'imponente cinta a protezione dei lati sud e ovest della città. La cinta era composta da due lunghi muri rettilinei di una lunghezza complessiva di più di 5 chilometri, di uno spessore di più di due metri e di un'altezza media di più di otto metri.
In questo modo fu protetta un'area di circa 120 ettari, che comprendeva la piana che domina la necropoli di Chella per garantire la difesa della città inferiore.
La parte ovest era dotata di quattro porte (Bâb el Alou, Bâb el Had, Bâb er-Rouah, la quarta era acclusa all'attuale Palazzo Reale). La parte sud aveva una sola porta: Bâb Zaër.

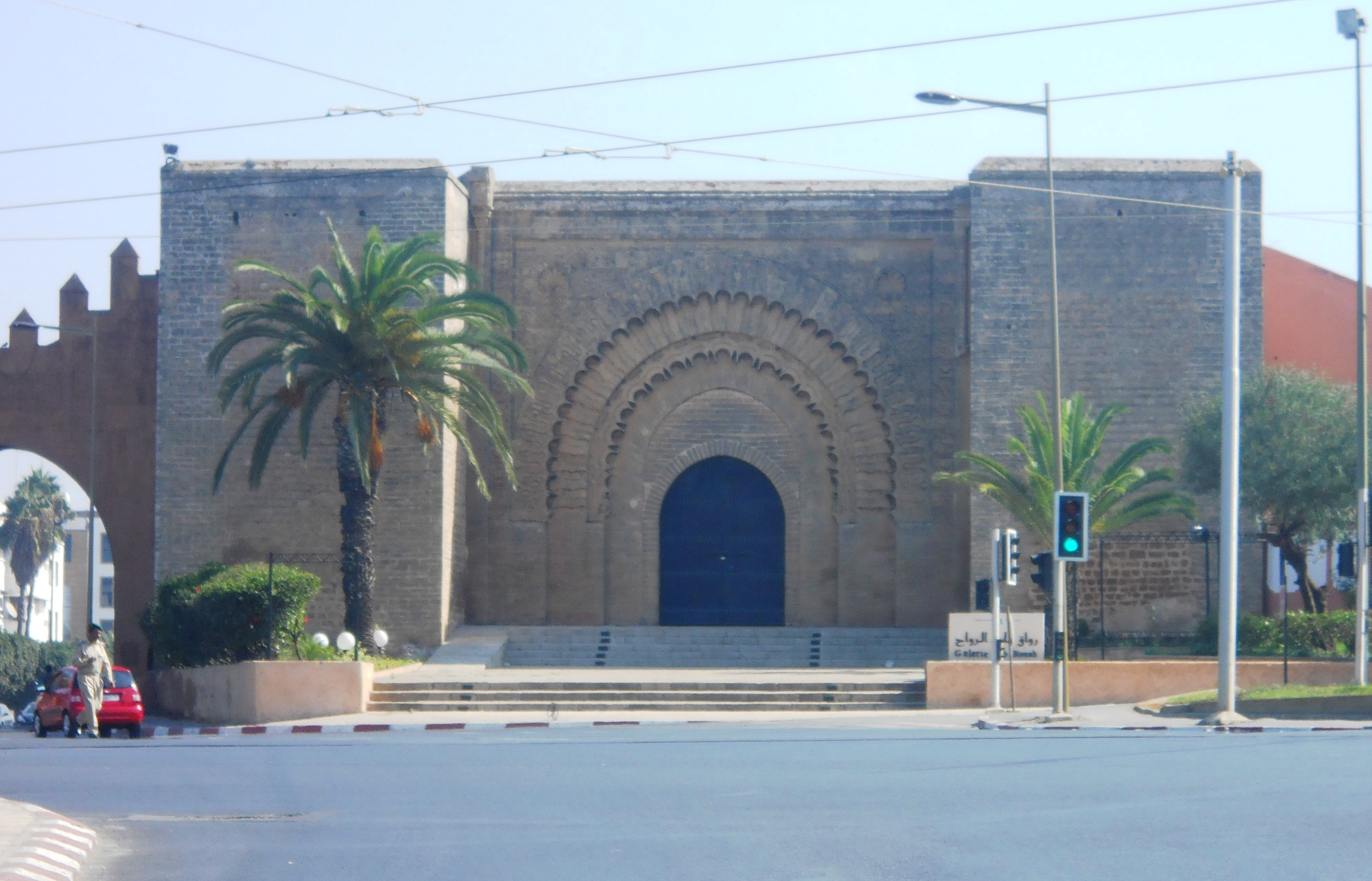
Bab er-Rouah, una delle porte delle mura della medina

Bâb er-Rouah, capolavoro di estetica monumentale in pietra, dispiega, come la porta della kasbah, un decoro a losanghe tutt'attorno all'apertura a forma d'arco inscritto in un rettangolo. Come a Bab Agnaou a Marrakech, degli archi più grandi riprendono, allargandolo, il motivo ad arco della porta, circondandolo di un'aureola sinuosa dagli angoli acuti, sormontata da un fregio con iscrizioni cufiche.
All'inizio del XVII secolo, i rifugiati musulmani scacciati da al-Andalus si trasferirono nella kasbah e in una parte dell'area cinta dagli Almohadi, delimitandola con una nuova muraglia: partendo da Bâb el Had, quest'ultima collega la cinta del XII secolo alla scogliera che domina il Bou Regreg e al Borj Sidi Makhlouf. Rettilinea e affiancata da torri, la muraglia andalusa che si estendeva per oltre 1400 metri, era in media alta 5 metri e spessa un metro e mezzo. Lungo la muraglia furono costruite tre porte: Bâb et-Then, oggi abbattuta, vicino all'odierno mercato municipale; Bâb el Bouoiiiba e Bâb Chella.
Nella medina vi è anche un mellah (quartiere ebraico).
All'inizio del XIX secolo fu costruito un nuovo bastione esterno, per una lunghezza totale di 4 300 metri. Esso prolungava a sud le mura di cinta almohade, e le superava ad ovest fino all'oceano Atlantico, racchiudendo così un'area di oltre 840 ettari. Questa fortificazione era alta in media 4 metri e spessa circa un metro. Su di essa si aprivano quattro porte: Bâb el Qebibât, Bâb Témara, Bâb Marrakech et Bâb el Msalla. Questo bastione fu distrutto principalmente per facilitare il trasloco dalla città europea durante il protettorato. Dalle quattro porte principali della medina, partivano le strade che collegavano, in particolare, Rabat a Casablanca e Marrakech.
Lungo le mura di cinta almohade avevano luogo dei mercati settimanali, tra cui quelli di Souq el Had, vicino alla porta omonima. Inoltre, tra le due muraglie, si trovavano a sud l'Aguedal, collegato al palazzo reale, e a nord dei giardini d'arance i cui frutti, molto pregiati per la loro qualità, venivano esportati in Europa, come attestano i documenti dell'epoca.

## Società
La città conobbe un ampio sviluppo edilizio a partire dalla seconda metà del XX secolo, come conseguenza della vasta immigrazione dalle zone rurali circostanti e dal resto del Marocco.
Le antiche famiglie rabatine (definite rbati) condividono tratti culturali e linguistici che trovano origine nella cultura araba andalusa e che li differenziano dal resto della popolazione. Buona parte delle antiche famiglie della città discende dai 13000 moriscos immigrati in città nel XVII secolo in seguito alla loro espulsione, provenienti in parte da Hornachos, che divennero corsari barbareschi ed élite della Repubblica del Bou Regreg, stabilendosi nella Kasba degli Oudaïa. Buona parte delle antiche famiglie hanno conservato i loro tratti culturali formando una borghesia compatta.

### Comunità ebraica

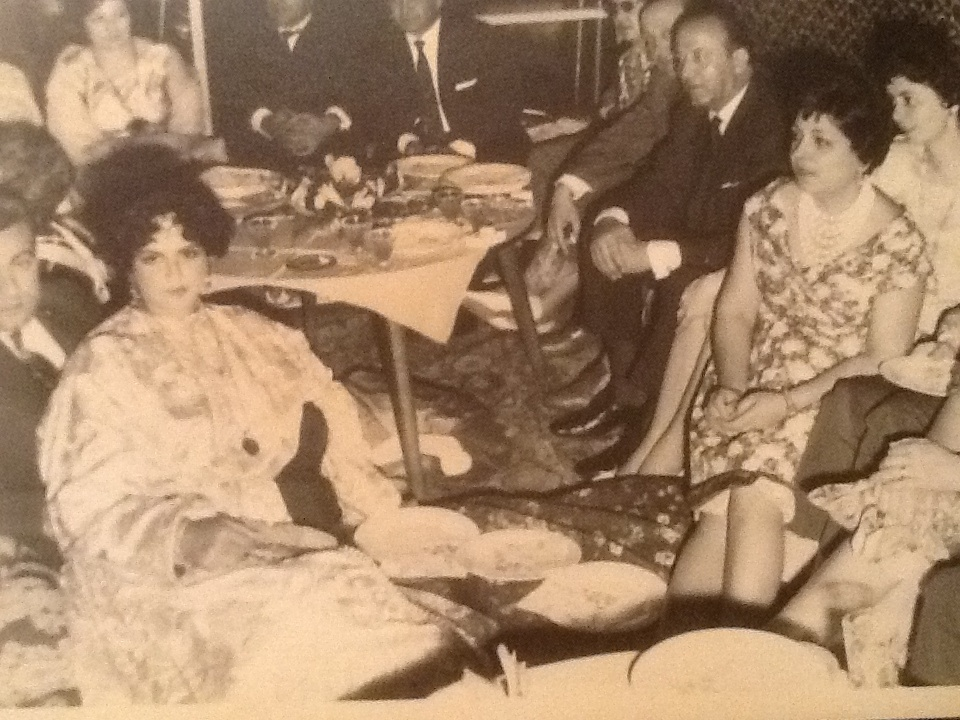
Ebrei a Rabat negli anni 1950

La città è sede di un'importante comunità ebraica. Parte della comunità ebraica rabatina discende dai rifugiati sefarditi giunti dalla penisola iberica, cacciati dalla corona spagnola con il decreto dell'Alhambra. I sefarditi, mescolandosi con gli ebrei indigeni arabofoni, abbandonarono il nativo haketia per adottare l'arabo. In città si costituì un quartiere di ebrei convertitisi all'Islam. La comunità nel 1918 contava 4000 unità su una popolazione totale di 32000 abitanti, saliti a 6698 nel 1936 e a 13000 nel 1951. La comunità è emigrata in grande maggioranza verso Israele e Francia negli anni 1950 e 1960.
La comunità ebraica a Rabat conta oggi un paio di centinaia di membri e ha come proprio riferimento la Sinagoga Rabbi Shalom Zaoui.

### Lingue e dialetti
L'antico dialetto rabatino è considerato un dialetto pre-hilalico ed è stato fortemente influenzato dall'arabo andaluso, nonché dallo spagnolo, parlato dai moriscos giunti in città nel XVII secolo. Il lessico presenta numerosi prestiti spagnoli. I profondi contatti della città con l'Impero ottomano hanno generato numerosi prestiti dal turco ottomano. Il dialetto rabatino è strettamente correlato a quello della vicina Salé. 
I dialetti di tipo hilalico erano parlati dalle comunità guich che risiedevano fuori dalla Kasba degli Oudaïa. A partire dal XX secolo, flussi immigratori dalle regioni rurali circostanti, in particolare dal Zaër, portarono in città dialetti hilalici. Il dialetto rabatino è oggi in regressione di fronte alla koinè araba marocchina, derivata dai dialetti rurali portati dagli immigrati nella seconda metà del XX secolo.
L'immigrazione ha generato la presenza in città di una cospicua comunità berberofona, componente il 12,2% della popolazione.

## Cultura

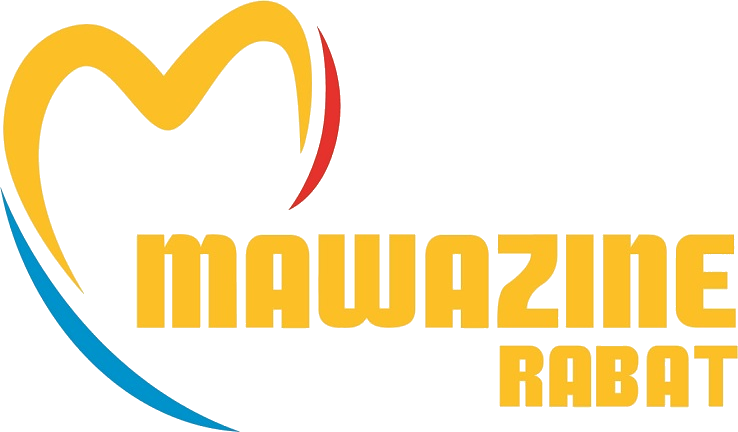
Logo di Mawazine, il più grande festival di musica del Marocco e dell'Africa, che si tiene annualmente tra maggio e giugno.

Il teatro nazionale Mohammed V è una delle più grandi istituzioni culturali di Rabat, ma il suo costo supera le risorse a disposizione degli artisti marocchini; è stata aperta una collaborazione con le agenzie culturali europee al fine di stimolare e offrire una massima scelta di rappresentazioni artistiche, nonostante le difficoltà oggettive di mantenimento del teatro.
Gallerie ufficiali:
- Bab Rouah
- Bab El-Kébir
- Mohamed El-Fassi

Lo spazio culturale indipendente L'appartement 22 è dedicato alla creazione contemporanea, marocchina e internazionale. Fondato dal critico d'arte Abdellah Karroum è diventato prima una residenza per artisti poi, dal 2004 una cooperativa.
Dal 2000 sono stati lanciati grandi progetti culturali quali:
- la biblioteca pubblica
- il museo d'arte contemporanea
- l'Istituto Superiore della Musica e della Danza
- la biblioteca internazionale dell'arte moderna contemporanea

### Istruzione
- Università Mohammed V

## Economia
Le attività prevalenti della città sono quelle derivanti dal governo e dall'amministrazione del paese.
In crescita è il settore turistico, dove la capitale offre un turismo di tipo culturale (dalla medina e dalla kasba ai musei e ai teatri).
Negli ultimi anni Rabat comincia a diventare un importante business center, dove è in corso una riorganizzazione strutturale ed edilizia dell'assetto urbano e dove vengono installati filiali di società estere e zone off-shore. La città è sede di diverse grandi aziende marocchine (come Maroc Telecom) e filiali di multinazionali straniere (come Thales e KPMG).
In forte sviluppo è il settore informatico, dove è stato costruito poco fuori dalla capitale un distretto chiamata Technopolis, inaugurato nel 2008.

## Infrastrutture e trasporti

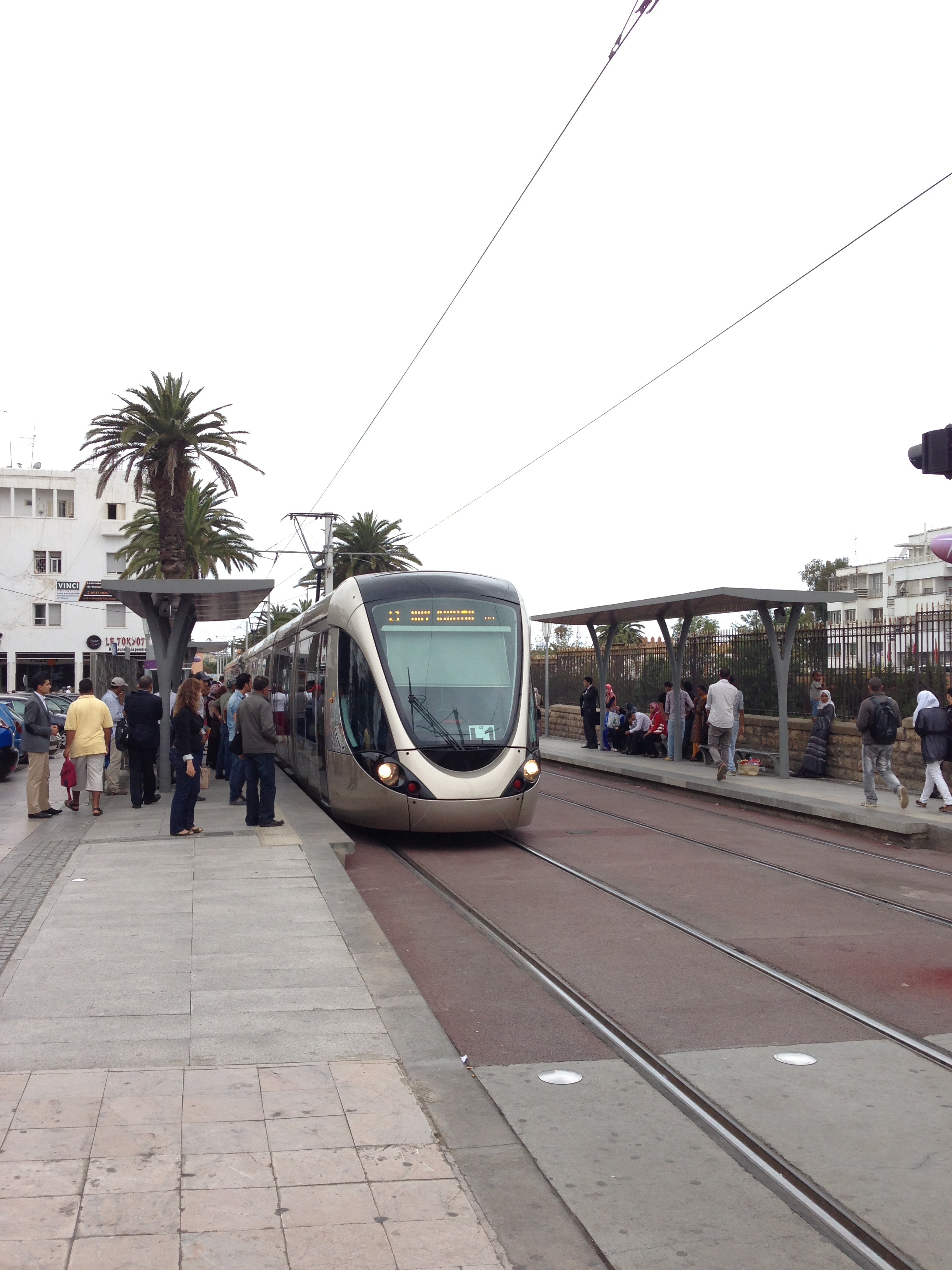
Rete tranviaria di Rabat-Salé

La città è servita da due stazioni ferroviarie principali:
- Stazione di Rabat-Ville
- Stazione di Rabat-Agdal

Il 23 maggio 2011 è stata inaugurata la linea tranviaria che la unisce alla vicina Salé.
La città è servita dall'Aeroporto di Rabat-Salé.

## Amministrazione

### Cronologia dei sindaci
- Fathallah Oualalou (dal 23/06/09 al 2015)
- Mohamed Sadiki (dal 2015 al 2021)
- Asmaa Rhlalou dal 2021 (prima donna sindaco)

### Gemellaggi
- Madrid, Spagna
- Damasco - Siria
- Betlemme, Palestina, dal 1999
- Mestre - Italia
- Tunisi - Tunisia
- Haiti - Port-au-Prince

## Galleria d'immagini

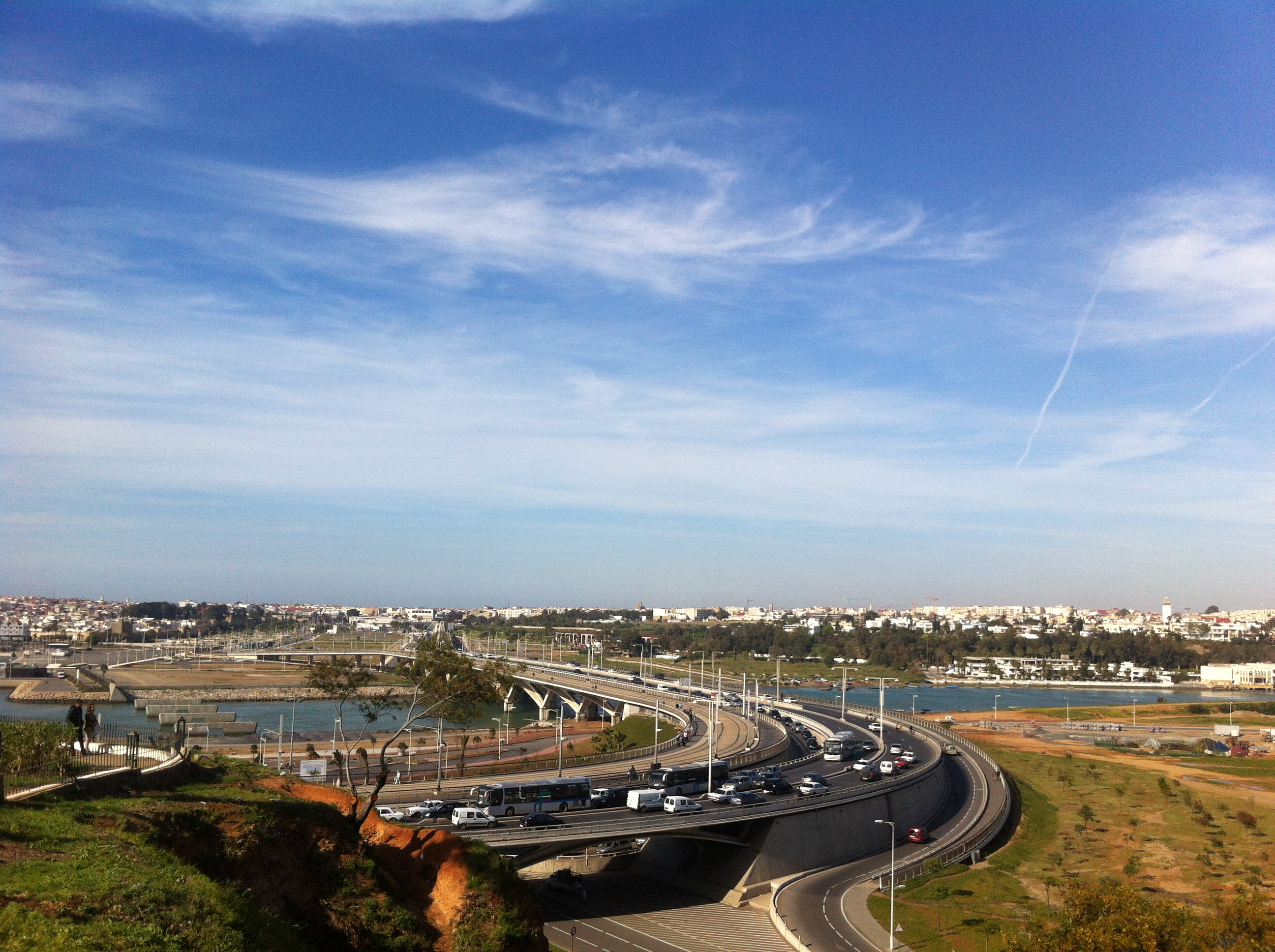
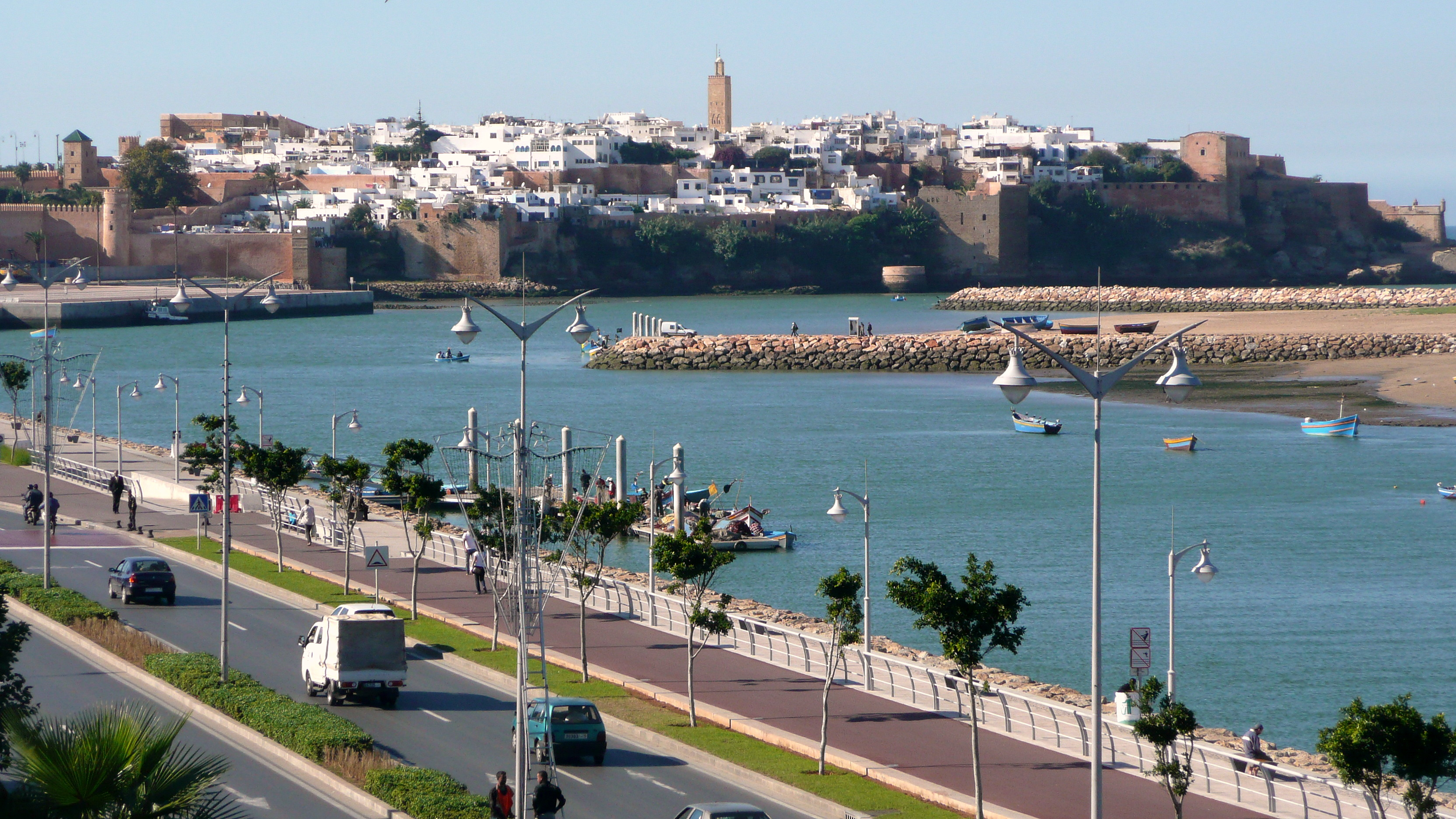
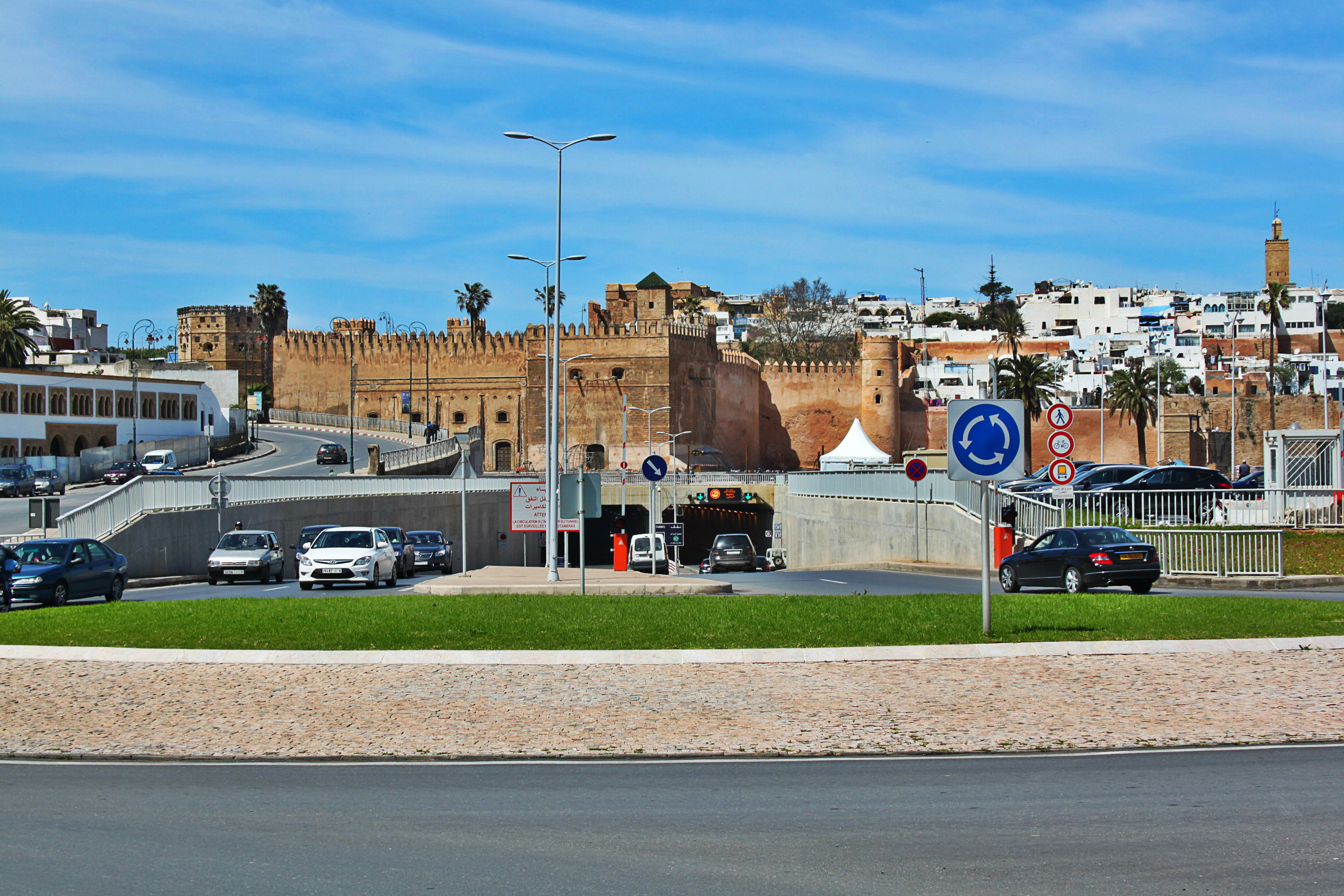
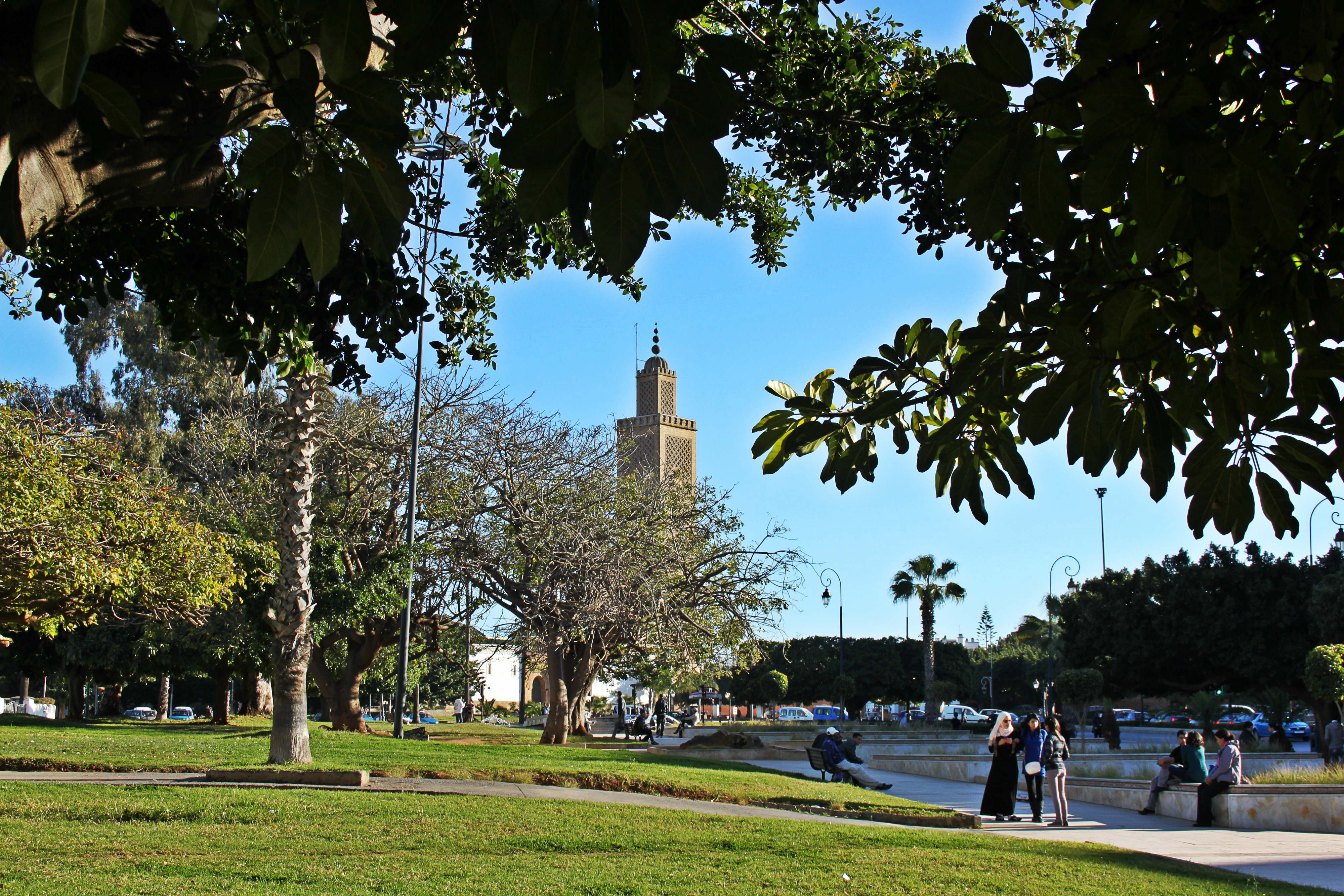
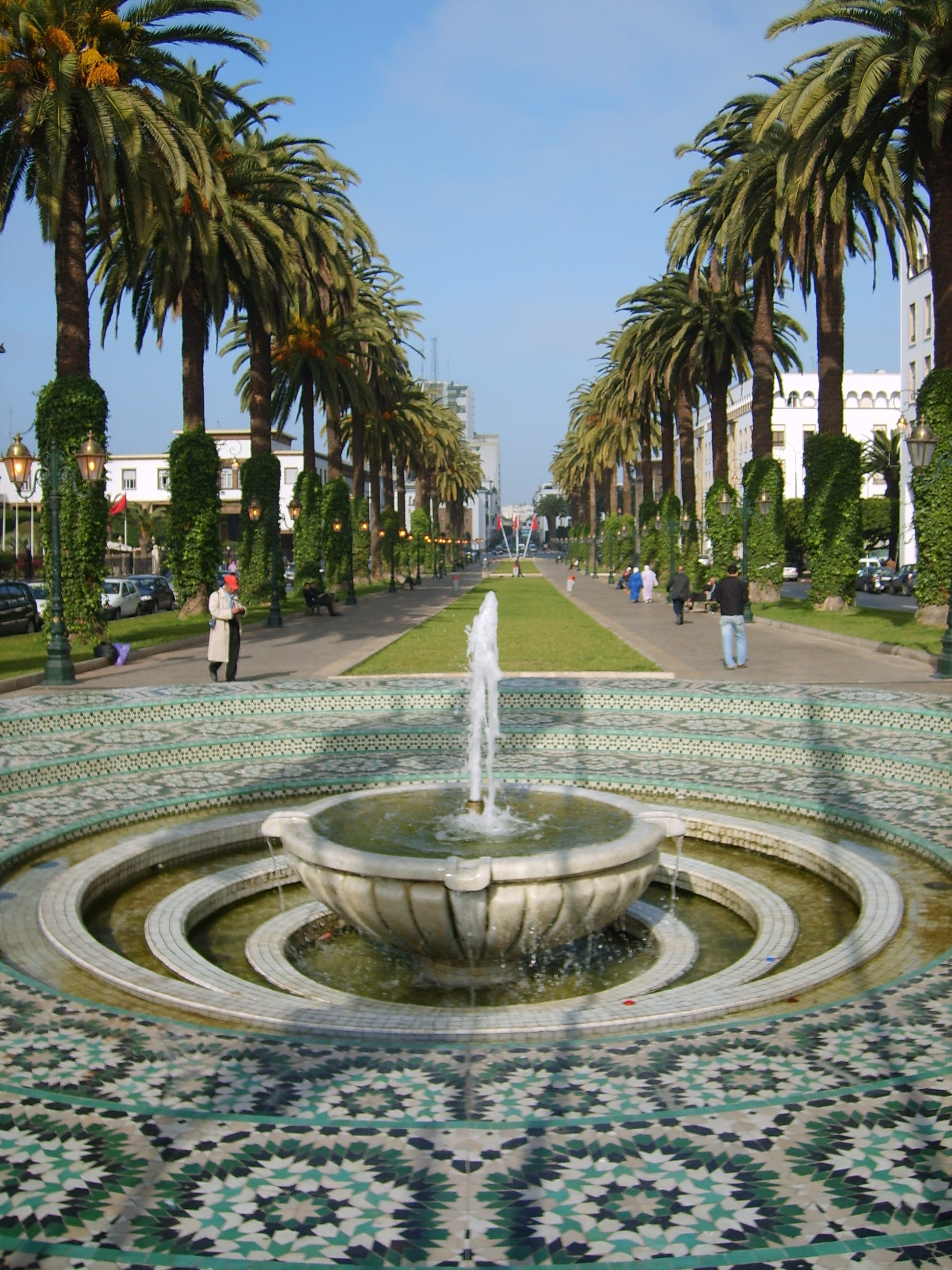
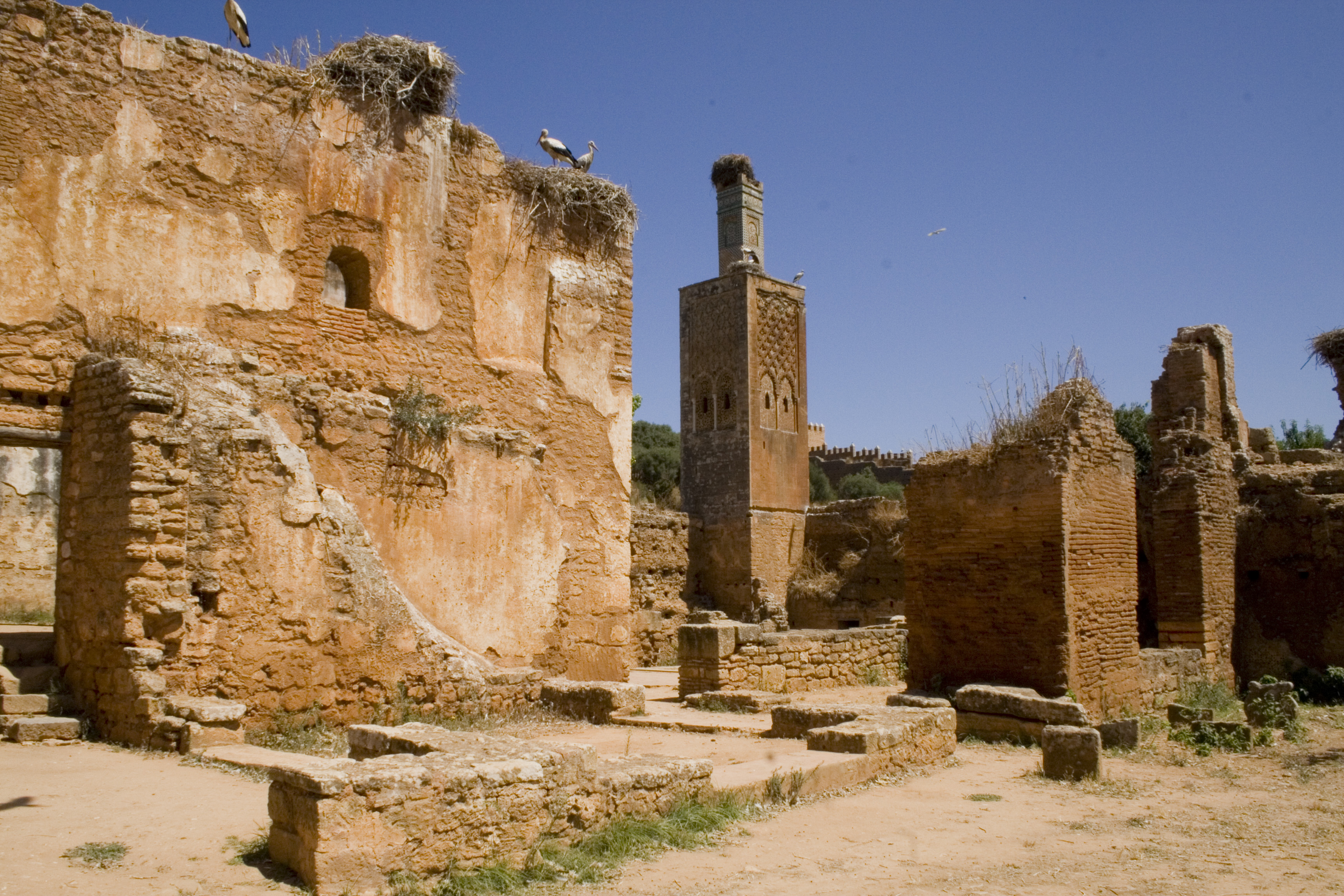
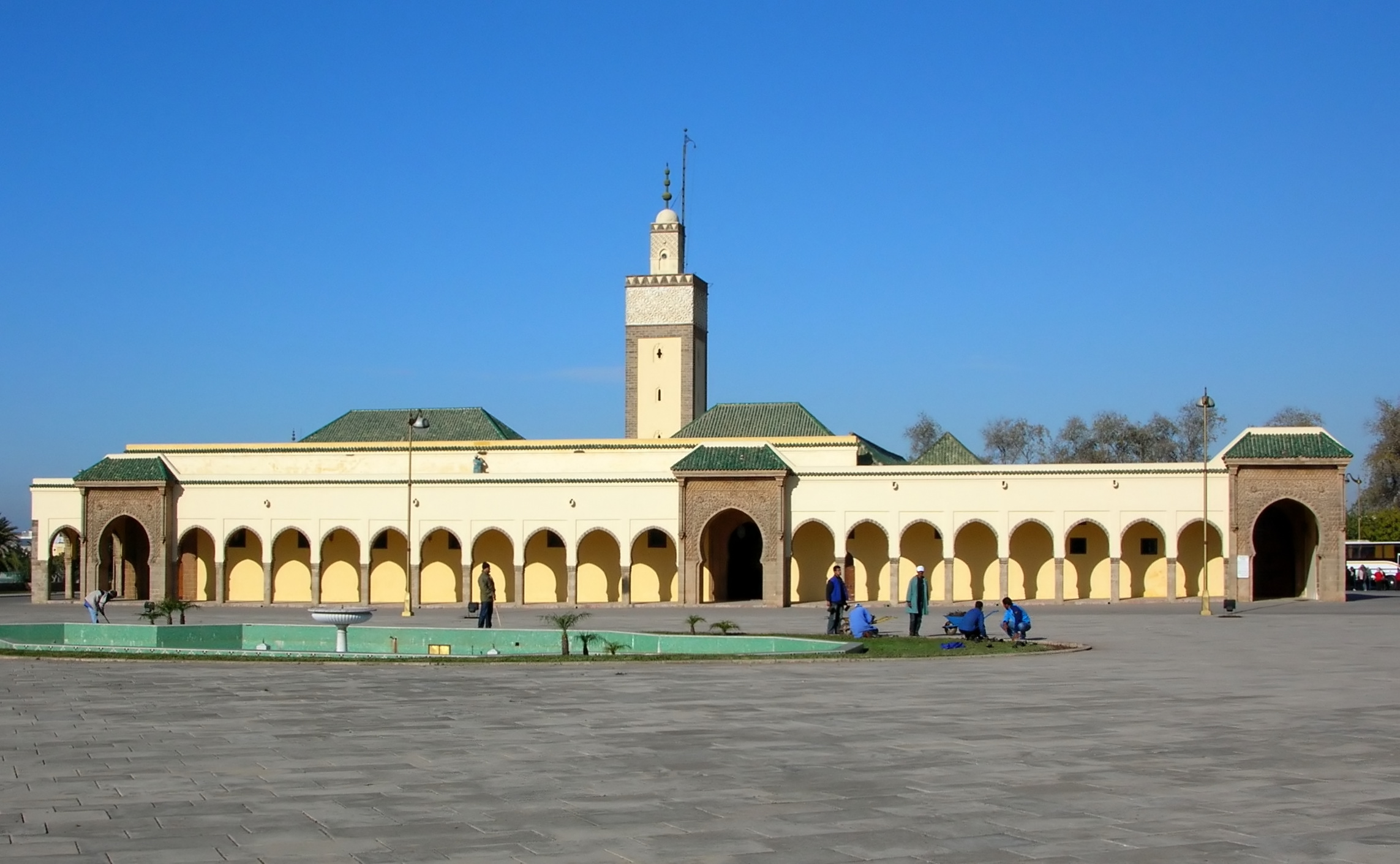
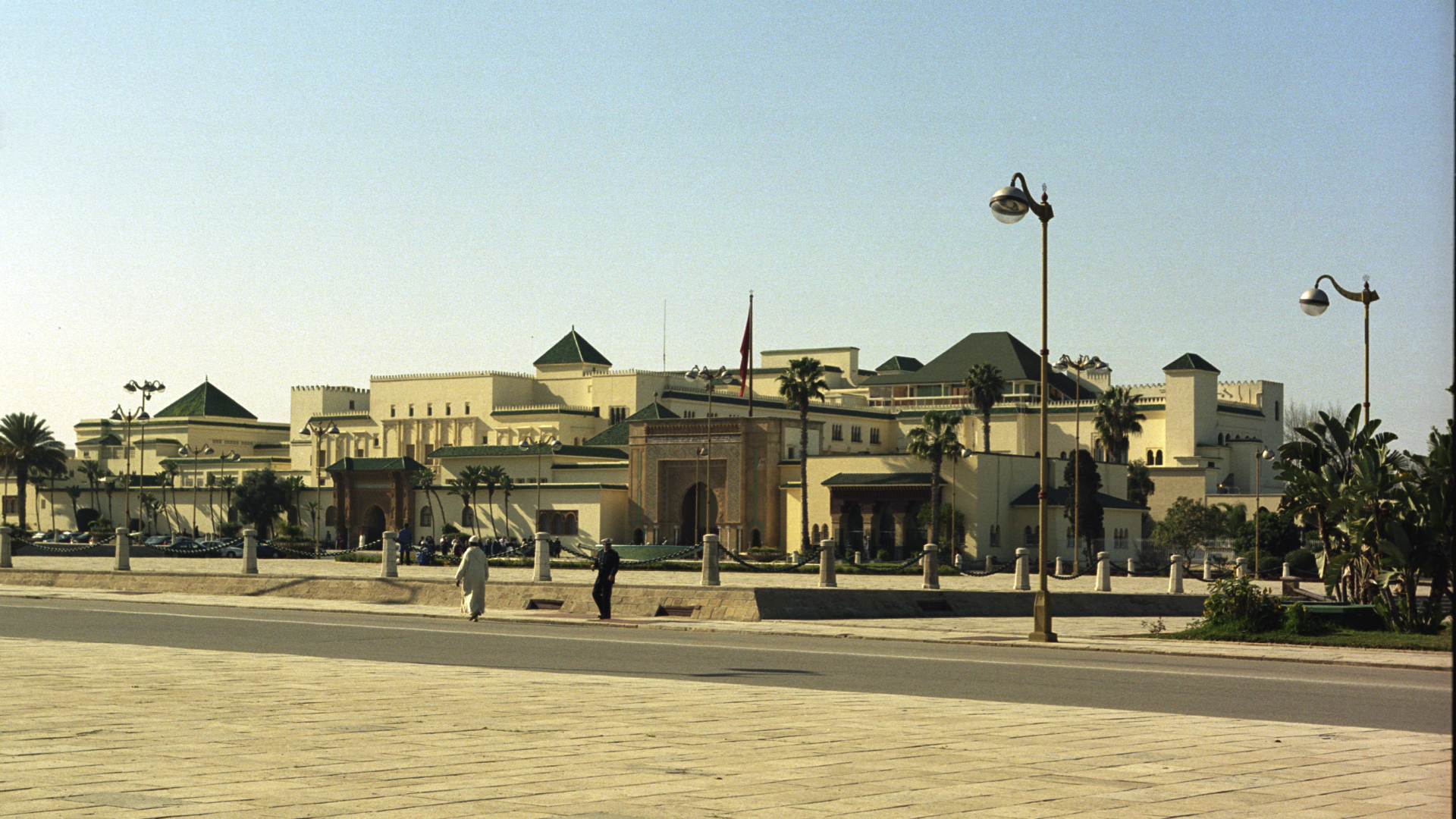
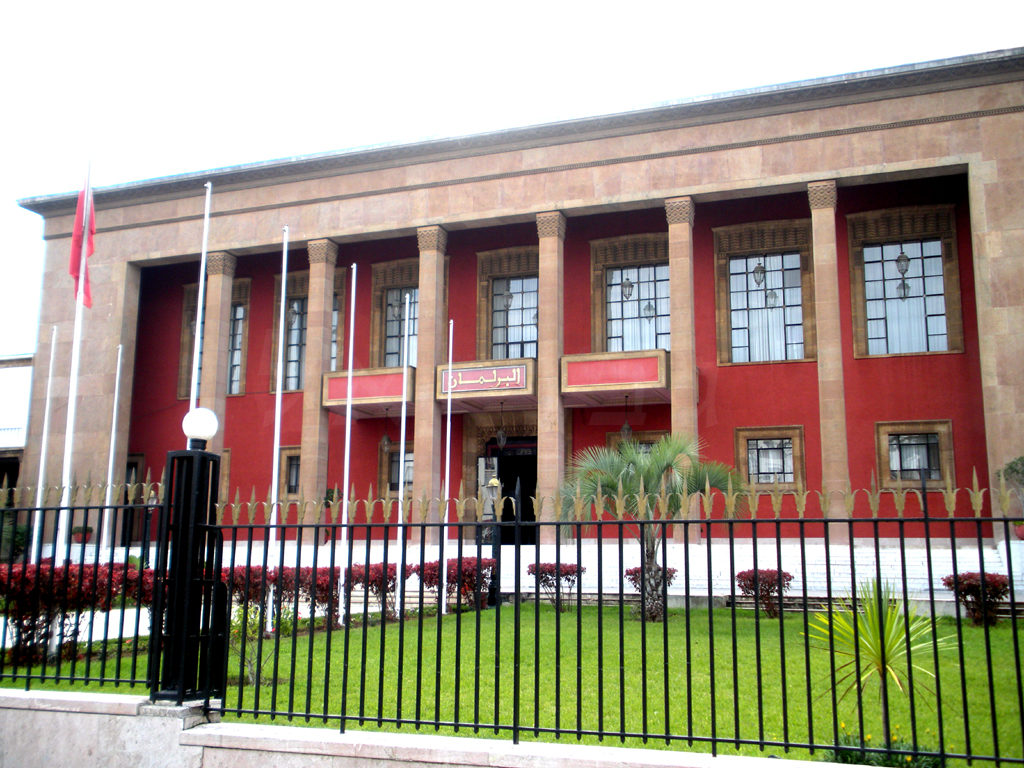
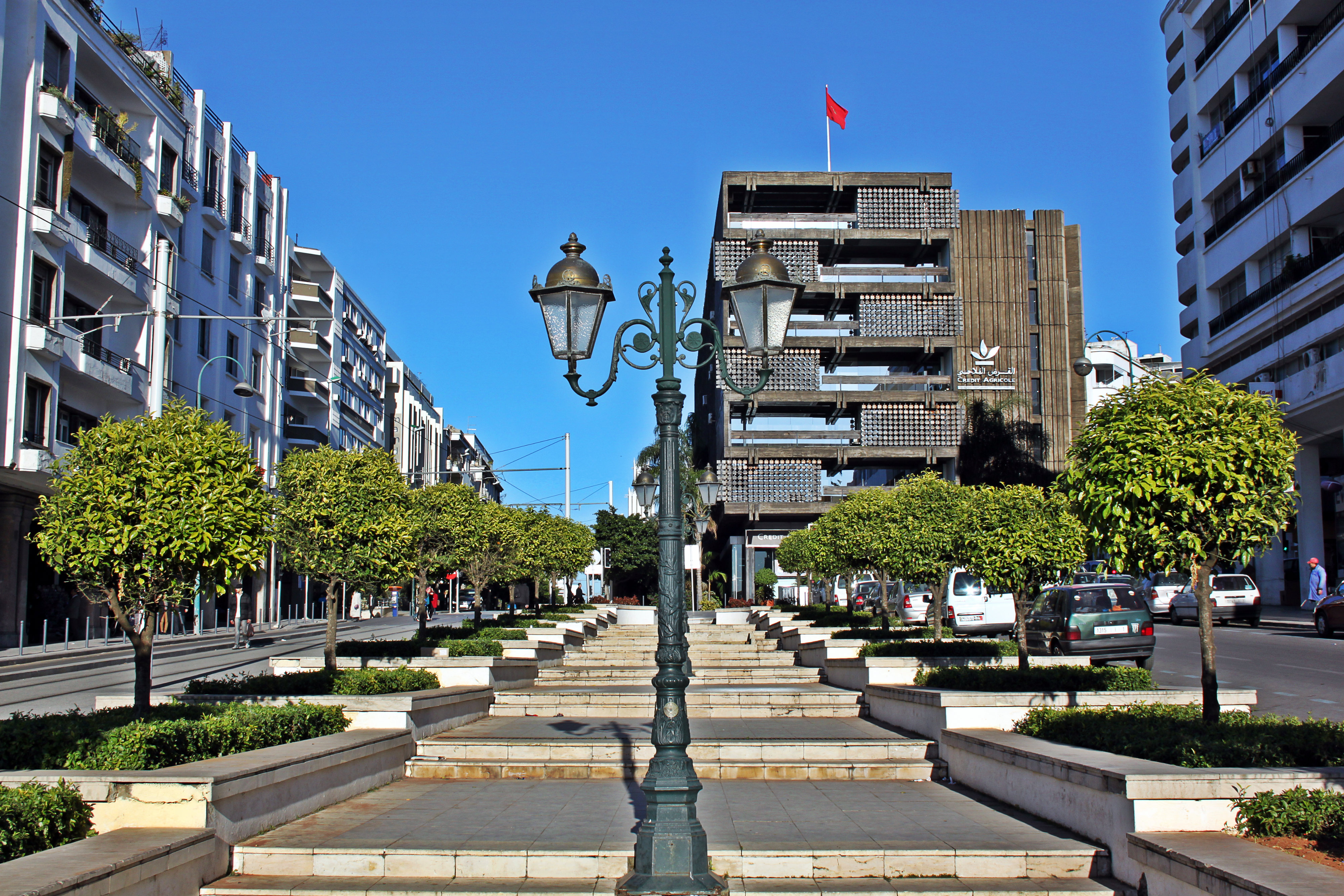
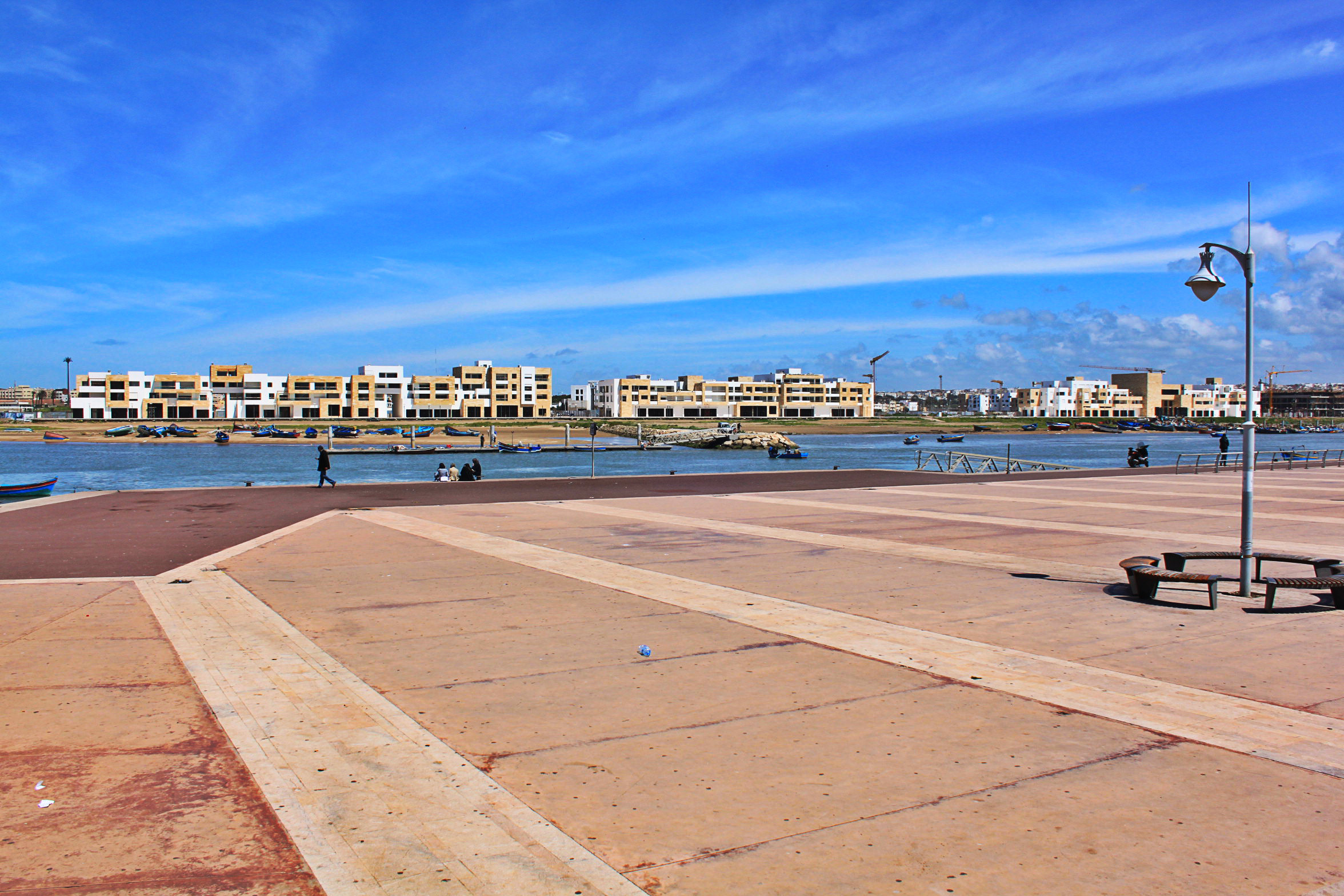
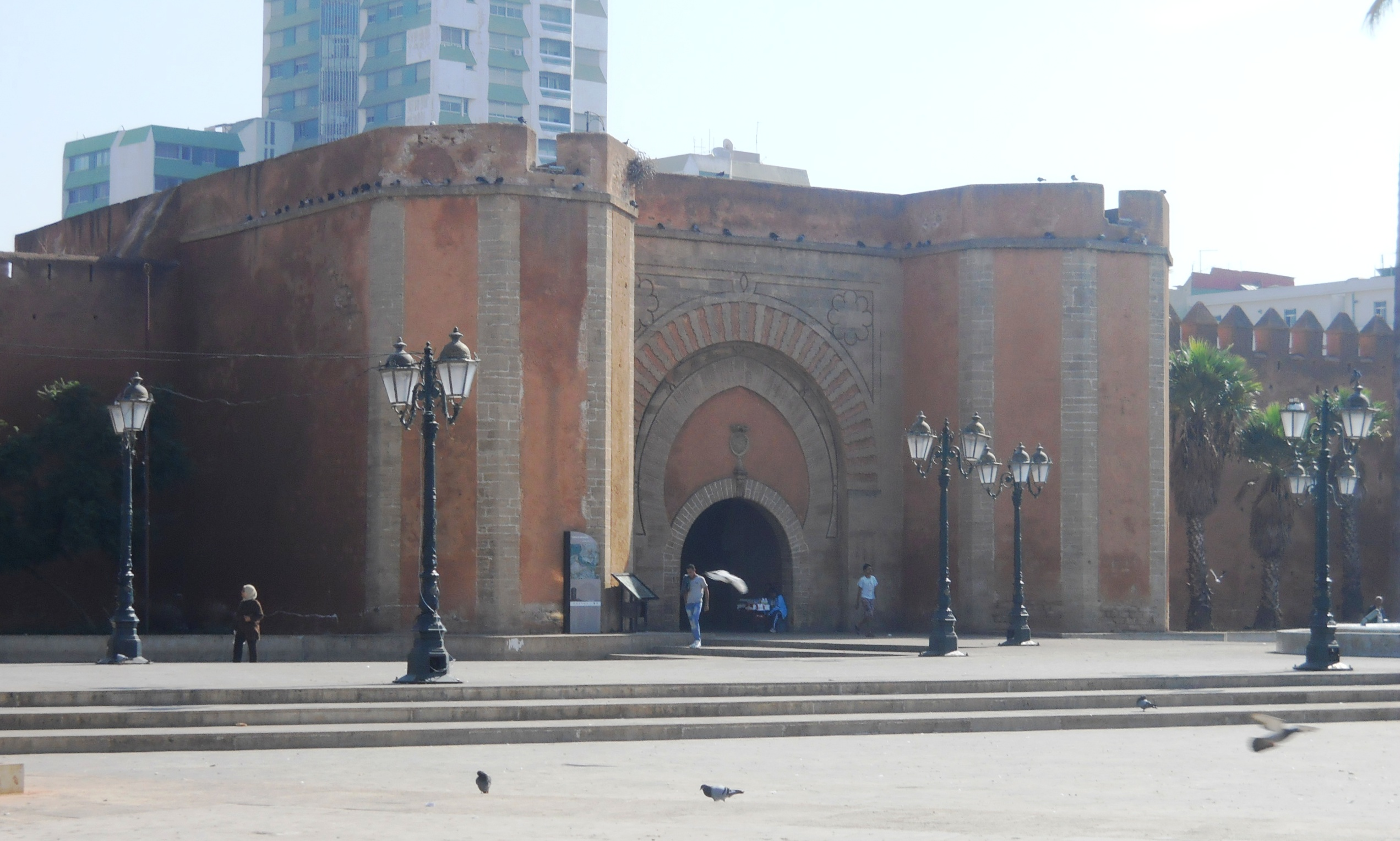
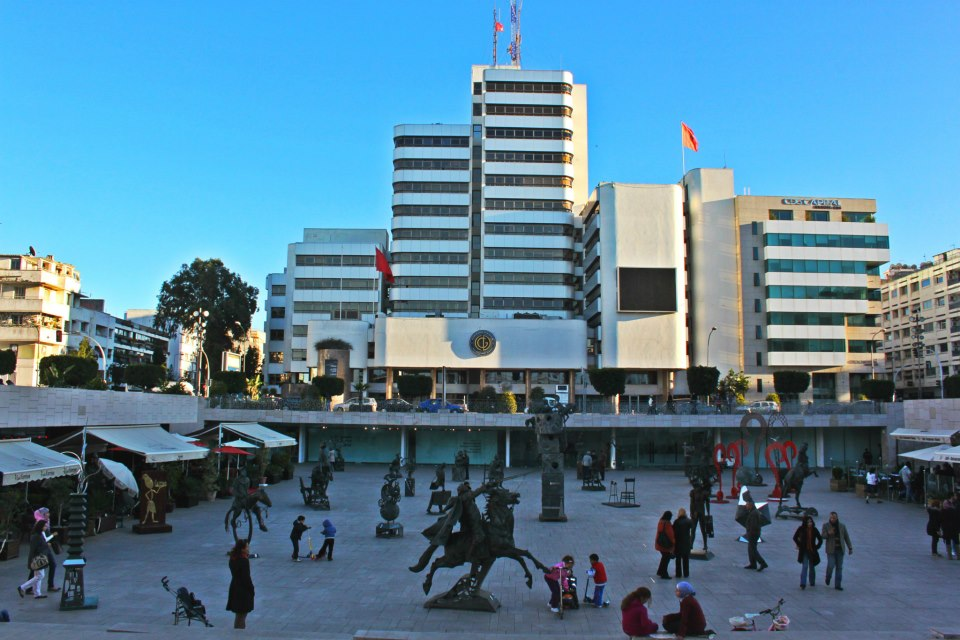
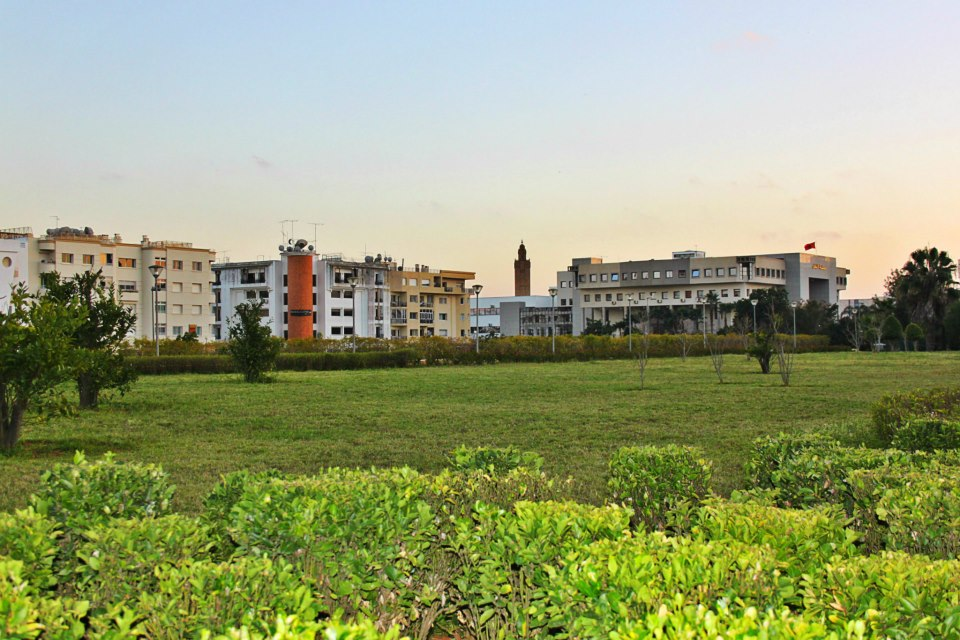